# عملية تونس

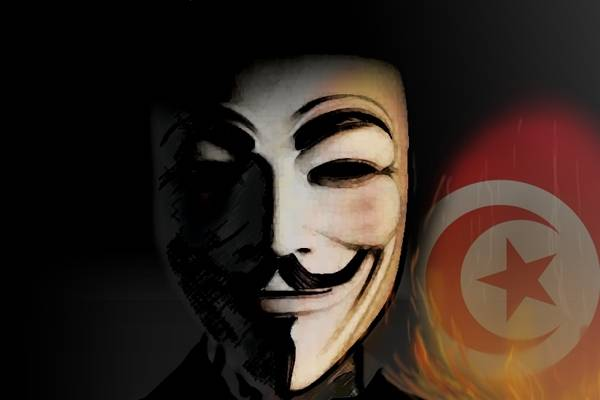
ملصق لأنونيموس يهدف لدعم الثورة التونسية.

عملية تونس (بالإنجليزية: Operation Tunisia)‏ هو هجوم إلكتروني قامت به مجموعة أنونيموس ويهدف إلى مساندة ودعم مستخدمي الإنترنت التونسيين أثناء الثورة التونسية في 2011. 

قامت المجموعة بقرصنة العديد من المواقع الحكومية التونسية، كرد على الرقابة على الإنترنت التي تقوم بها الحكومة التونسية. كان لهذا الهجوم وقع كبير على التونسيين المشاركين في الثورة، والتي انتهت بهروب الرئيس زين العابدين بن علي.

## الخطة
باستعمال استراتيجيتهم التقليدية، قامت أنونيموس بإطلاق سلسلة من نوع هجمات الحرمان من الخدمات ضد مواقع ويب الحكومة التونسية. وبالإضافة إلى ذلك، فإنها توفر وثائق للمتظاهرين لمساعدتهم على إسقاط الحكومة، مثل شبكة تور ولغة برمجة نصية لتجنب اعتراض الخوادم من قبل الحكومة.

توفير هذه المعلومات اعتبره البعض جزءً من عملية ليكسبين. ساعدت أنونيموس كذلك على نشر المظاهرات التي تنظم في البلاد.

## ما بعد ذلك
في البداية، نشرت أنونيموس فيديو على يوتيوب عبرت فيه عن نواياها قبل بداية هجماتها. وبعدها بقليل، العديد من المواقع الحكومية التونسية تم تعطيلها بسبب هذه الهجمات. قدمت أنونيموس ووفرت للمتظاهرين عبر المدون سليم عمامو برمجيات مجهولة الهوية مثل تور. في نفس الوقت الذي تقوم فيه المجموعة بحربها الإلكترونية، العديد من المظاهرات والإضرابات على أرض الواقع أدت إلى سقوط نظام الرئيس زين العابدين بن علي في 14 يناير 2011.

## المشاركة التونسية
البعض من أعضاء أنونيموس الذين يستعملون هاشتاغ OpTunisia# هم تونسيون، منهم الذي هو في الحقيقة سليم عمامو. هذا الأخير ساعد في نشر وإيصال برمجيات القرصنة للمتظاهرين. عمامو تم إيقافه يوم 6 يناير 2011 وأطلق سراحه يوم 14 يناير عند هروب بن علي، ثم عين في 17 يناير كاتب دولة لدى وزير الشباب والرياضة، قبل أن يستقيل من منصبه هذا في 15 مايو.

## وصلات خارجية
- فيديو إعلان عملية تونس من قبل أنونيموس في 5 يناير 2011. على يوتيوب